# Сверчинский, Александр Алексеевич
Алекса́ндр Алексе́евич Сверчи́нский (бел. Аляксандр Аляксеевіч Свярчынскі; род. 16 сентября 1991, Минск) — белорусский футболист, защитник, основатель IT компании «Digital Agent». Руководитель «Белорусская Ассоциация Профессиональных Футболистов» созданной для юридической защиты белорусских футболистов в спорах с футбольными клубами и агентами.

## Карьера
Воспитанник академии футбольного клуба «Минск». Играл за дубль столичной команды, а также фарм-клуб «Минск-2». В сезоне 2013 закрепился в основном составе главной команды в качестве правого защитника. В январе 2015 продлил контракт с «Минском».
В феврале 2016 года покинул «Минск» и стал игроком словацкого клуба «Земплин». По окончании сезона 2015/16 вернулся в Беларусь и стал тренироваться с минским «Динамо». 12 июля 2016 заключил контракт с минчанами. Сначала играл в стартовом составе, однако в сентябре потерял место в основе.
По окончании сезона 2016 покинул минское «Динамо» и подписал контракт с футбольным клубом «Ислочь (футбольный клуб)». Стал основным центральным защитником команды, однако в июне покинул клуб.
В июле 2017 вернулся в словацкий клуб «Земплин». Сначала играл в стартовом составе, позднее стал оставаться на скамейке запасных. В декабре покинул команду.
В феврале 2018 года вернулся в «Минск», однако уже в июле того же года покинул клуб и вскоре перешёл в армянский «Гандзасар». В сентябре 2018 года после конфликта с руководством клуба покинул его.
В 2019 году завершил профессиональную карьеру футболиста

## Достижения
«Минск»
- Обладатель Кубка Беларуси: 2012/13

«Динамо-Минск»
- Бронзовый призёр чемпионата Беларуси по футболу: 2016